# Sinéad Mulvey
Sinéad Mulvey es una cantante irlandesa que representó a Irlanda en el Festival de la Canción de Eurovisión 2009 junto al grupo Black Daisy.

## Biografía
Sinéad empezó su carrera actuando en musicales a la edad de trece años. En 2005 compitió en el concurso de la RTÉ, You Are a Star. Ella también era azafata de vuelo.

## Eurovisión
Sinéad representó a Irlanda en el Festival de la Canción de Eurovisión 2009 junto al grupo Black Daisy con la canción "Et Ceterá".